# International Designator
El International Designator, també conegut com a COSPAR designation, i als Estats Units com a NSSDC ID, és una convenció internacional per nomenar els satèl·lits llançats amb èxit a l'espai. Consisteix en l'any de llançament, un nombre de tres  dígits indicant el nombre de llançament d'aquest any, i un codi de fins a 3 lletres que representa la identificació dels components en el llançament. Només els satèl·lits coneguts públicament reben un NSSDC ID. Alguns  satèl·lits militars no són catalogats i per això no es reflecteixen en el comptador de llançaments efectuats en un any.
Per exemple,1957-001A és la designació de la llançadora del Spútnik 1, el primer satèl·lit de la història, i 1957-001B és la denominació de la propi satèl·lit Spútnik 1. El designador revela que va ser llançat a 1957, i que va ser el primer llançament aquest any. Altres exemples són 1990-037B, el Telescopi Espacial Hubble, que va ser el llançament número 37 a tot el món en 1990, i el 1990-037A és el transbordador espacial Discovery que va transportar a l'espai el telescopi Hubble en la missió STS-31.
Els llançaments fallits no són comptabilitzats amb un designador del NSSDC, sinó que s'usa una designació de caràcter arbitrari, per exemple al satèl·lit  Vanguard SLV 1 se li va denominar VAGSL1.
Aquesta designació es coneix també com el sistema COSPAR, després de ser oberta a l'ús internacional. Aquest grup va adoptar el primer sistema de designació, elaborat per la Universitat Harvard a 1958. El sistema usa lletres minúscules de l'alfabet grec per designar satèl·lits artificials. Per exemple, l'Spútnik 1 es va designar 1957α. El 1963, el sistema va ser llavors reemplaçat per l'actual canviant les lletres gregues per nombres, però el canvi no va ser retroactiu de forma immediata. Per exemple, la publicació trimestral TRW Space Log de 1969 denominava els satèl·lits llançats abans de 1963 amb lletres gregues i els posteriors amb el sistema numèric actual.
El catàleg és administrat pels Estats Units, concretament pel National Space Science Data Center (NSSDC), pertanyent a la NASA.